# I-League 2022-2023
L'I-League 2022-2023 (nota come Hero I-League per motivi di sponsorizzazione) è stata la sedicesima edizione della I-League, il campionato professionistico indiano di calcio per club.

## Novità
A partire da questa stagione, la squadra vincitrice della competizione sarà promossa nella Indian Super League. Ogni squadra può tesserare sei giocatori stranieri e uno con passaporto asiatico. Il Kenkre, squadra retrocessa alla scorsa I-League, è stata ripescata in seguito allo scioglimento dell'Indian Arrows.

## Squadre partecipanti
| Club               | Città                         | Stadio                              | Stagione precedente   |
| ------------------ | ----------------------------- | ----------------------------------- | --------------------- |
| Aizawl             | Aizawl, Mizoram               | Rajiv Gandhi Stadium                | 8º posto in I-League  |
| Churchill Brothers | Goa                           | Fatorda Stadium                     | 4º posto in I-League  |
| Gokulam Kerala     | Kozhikode, Kerala             | Kozhikode EMS Stadium               | 1º posto in I-League  |
| Kenkre             | Mumbai                        | Cooperage Ground                    | 13º posto in I-League |
| Mohammedan         | Calcutta                      | Sailen Manna Stadium                | 2º posto in I-League  |
| NEROCA             | Imphal, Manipur               | Khuman Lampak Main Stadium          | 7º posto in I-League  |
| Rajasthan Utd      | Jaipur, Rajasthan             | Rajasthan University Sports Complex | 6º posto in I-League  |
| Punjab FC          | Chandigarh                    | Guru Nanak Stadium                  | 5º posto in I-League  |
| Real Kashmir       | Srinagar, Jammu e Kashmir     | TRC Turf Ground                     | 12º posto in I-League |
| Sreenidi Deccan    | Visakhapatnam, Andhra Pradesh | Deccan Arena                        | 3º posto in I-League  |
| Sudeva Delhi       | Nuova Delhi, Delhi            | Ambedkar Stadium                    | 10º posto in I-League |
| TRAU               | Imphal, Manipur               | Khuman Lampak Main Stadium          | 9º posto in I-League  |

### Allenatori
| Squadra            | Allenatore            | Vice-allenatore        |
| ------------------ | --------------------- | ---------------------- |
| Aizawl             | Caetano Pinho         | Lalruatliana Sailo     |
| Churchill Brothers | Fernando Varela       | Mario Soares           |
| Gokulam Kerala     | Francesc Bonet        | Anthony Andrews        |
| Kenkre             | Akhil Kothari         | Azhar Delhiwala        |
| Mohammedan         | Andrej Černyšov       | Joseph Naik            |
| NEROCA             | Khogen Singh          | Shubham Dhas           |
| Rajasthan United   | Pushpendra Kundu      | Peejay Singh           |
| RoundGlass Punjab  | Staikos Vergetis      | Gurtej Singh           |
| Real Kashmir       | Mehrajuddin Wadoo     | Mangesh Desai          |
| Sreenidi Deccan    | Carlos Vaz Pinto      | Dinesh Singh Soraisham |
| Sudeva Delhi       | Sankarlal Chakraborty | Harshit Tyagi          |
| TRAU               | Nandakumar Singh      |                        |

#### Cambio di allenatore
| Squadra        | Allenatore in uscita | Motivo  | Dal           | Fino al          | Allenatore in entrata | A partire dal    |
| -------------- | -------------------- | ------- | ------------- | ---------------- | --------------------- | ---------------- |
| Gokulam Kerala | Richard Towa         | Esonero | 5 luglio 2022 | 27 dicembre 2022 | Francesc Bonet        | 27 dicembre 2022 |

## Giocatori stranieri
| Squadra            | Giocatore 1           | Giocatore 2        | Giocatore 3        | Giocatore 4          | Giocatore 5    | Giocatore asiatico |
| ------------------ | --------------------- | ------------------ | ------------------ | -------------------- | -------------- | ------------------ |
| Aizawl             | Matías Verón          | Emmanuel Makinde   | Henry Kisekka      | Akito Saito          |                | Eisuke Mohri       |
| Churchill Brothers | Abdoulaye Sané        | Momo Cissé         | Emmanuel Yaghr     | Martín Cháves        |                | Šarif Muchammad    |
| Gokulam Kerala     | Kaká                  | Aminou Bouba       | Sergio Mendigutxia | Eldar Moldozhunusov  | Omar Ramos     | Farshad Noor       |
| Kenkre             | Ben Ouattara          | Anjan Bista        |                    |                      |                | Samandar Ochilov   |
| Mohammedan         | Mirlan Murzaev        | Ousmane N'Diaye    | Marcus Joseph      | Nikola Stojanović    | Abiola Dauda   | Shaher Shaheen     |
| NEROCA             | Jourdain Fletcher     | David Simbo        | Mirjalol Kasimov   | Kamo Bayi            | Michael Kporvi | Sardor Jakhonov    |
| Rajasthan United   | Aidar Mambetaliev     | Bektur Amangeldiev | Léonce Dodoz       | Atay Dzhumashev      |                | Otabek Zokirov     |
| Real Kashmir       | Ibrahim Nurudeen      | Seidu Issahak      | Yakubu Wadudu      | Nozim Babadjanov     | Ernest Boateng | Nuriddin Davronov  |
| RoundGlass Punjab  | Aleksandar Ignjatović | Luka Majcen        | Juan Mera          | Chencho Gyeltshen    |                | Kiran Chemjong     |
| Sreenidi Deccan    | Juan Castañeda        | Mohamed Awal       | Ogana Louis        | Stanislas Dua Ankira | Rilwan Hassan  | Faysal Shayesteh   |
| Sudeva Delhi       | Francis Nwankwo       | Alexis Gómez       | Tetsuaki Misawa    | Akeem Abioye         |                | Shavkati Khotam    |
| TRAU               | Gerson Vieira         | Godfred Yeboah     | Nana Poku          | Gerard Williams      | Fernandinho    | Komron Tursunov    |

## Classifica
|  | Pos. | Squadra            | Pt | G  | V  | N | P  | GF | GS | DR  |
|  | ---- | ------------------ | -- | -- | -- | - | -- | -- | -- | --- |
|  | 1.   | Punjab FC          | 52 | 22 | 16 | 4 | 2  | 45 | 16 | +29 |
|  | 2.   | Sreenidi Deccan    | 42 | 22 | 13 | 3 | 5  | 44 | 29 | +15 |
|  | 3.   | Gokulam Kerala     | 39 | 22 | 12 | 3 | 7  | 26 | 14 | +12 |
|  | 4.   | Real Kashmir       | 37 | 22 | 10 | 7 | 5  | 29 | 23 | +6  |
|  | 5.   | TRAU               | 35 | 22 | 11 | 2 | 9  | 34 | 34 | 0   |
|  | 6.   | Churchill Brothers | 30 | 22 | 8  | 6 | 8  | 31 | 25 | +6  |
|  | 7.   | Mohammedan         | 26 | 22 | 7  | 4 | 10 | 34 | 35 | -1  |
|  | 8.   | Aizawl             | 26 | 22 | 6  | 8 | 9  | 26 | 28 | -2  |
|  | 9.   | NEROCA             | 25 | 22 | 7  | 4 | 11 | 22 | 26 | -4  |
|  | 10.  | Rajasthan Utd      | 25 | 22 | 7  | 4 | 11 | 19 | 32 | -13 |
|  | 11.  | Kenkre             | 17 | 22 | 3  | 8 | 11 | 21 | 40 | -19 |
|  | 12.  | Sudeva Delhi       | 13 | 22 | 3  | 4 | 15 | 25 | 56 | -31 |

Legenda:

      Campione I-League e promossa alla Super League 2023-2024.
      Retrocessa in I-League 2nd Division.

## Statistiche

### Classifica in divenire
|                    | 1ª | 2ª | 3ª | 4ª | 5ª | 6ª | 7ª | 8ª | 9ª | 10ª | 11ª | 12ª | 13ª | 14ª | 15ª | 16ª | 17ª | 18ª | 19ª | 20ª | 21ª | 22ª |
| ------------------ | -- | -- | -- | -- | -- | -- | -- | -- | -- | --- | --- | --- | --- | --- | --- | --- | --- | --- | --- | --- | --- | --- |
| Aizawl             | 1  | 1  | 4  | 4  | 5  | 8  | 9  | 12 | 12 | 13  | 14  | 17  | 17  | 20  | 20  | 23  | 23  | 23  | 23  | 24  | 25  | 26  |
| Churchill Brothers | 0  | 0  | 1  | 1  | 2  | 5  | 8  | 9  | 12 | 12  | 13  | 16  | 17  | 20  | 20  | 23  | 23  | 23  | 26  | 26  | 27  | 30  |
| Gokulam Kerala     | 3  | 6  | 7  | 7  | 8  | 11 | 14 | 15 | 15 | 18  | 18  | 21  | 24  | 27  | 27  | 27  | 27  | 30  | 33  | 33  | 36  | 39  |
| Kenkre             | 3  | 3  | 4  | 4  | 5  | 6  | 7  | 7  | 10 | 10  | 10  | 10  | 13  | 13  | 14  | 14  | 14  | 15  | 15  | 16  | 16  | 17  |
| Mohammedan         | 0  | 0  | 3  | 6  | 6  | 6  | 7  | 10 | 11 | 12  | 13  | 16  | 16  | 16  | 17  | 17  | 20  | 20  | 23  | 23  | 23  | 26  |
| NEROCA             | 0  | 3  | 3  | 6  | 6  | 6  | 6  | 7  | 7  | 7   | 8   | 11  | 14  | 14  | 17  | 20  | 21  | 21  | 21  | 22  | 25  | 25  |
| Rajasthan United   | 3  | 3  | 4  | 7  | 10 | 11 | 11 | 11 | 14 | 15  | 18  | 18  | 18  | 18  | 18  | 18  | 18  | 19  | 22  | 25  | 25  | 25  |
| Real Kashmir       | 3  | 6  | 7  | 10 | 13 | 16 | 16 | 16 | 16 | 17  | 18  | 18  | 19  | 19  | 22  | 25  | 26  | 29  | 32  | 33  | 34  | 37  |
| RoundGlass Punjab  | 3  | 6  | 7  | 10 | 11 | 11 | 14 | 15 | 18 | 21  | 24  | 24  | 27  | 30  | 31  | 34  | 37  | 40  | 43  | 46  | 49  | 52  |
| Sreenidi Deccan    | 0  | 3  | 6  | 9  | 12 | 12 | 13 | 16 | 19 | 22  | 22  | 25  | 25  | 28  | 31  | 34  | 37  | 40  | 40  | 41  | 42  | 42  |
| Sudeva Delhi       | 0  | 0  | 0  | 0  | 1  | 1  | 1  | 1  | 2  | 2   | 3   | 3   | 6   | 6   | 9   | 9   | 12  | 12  | 12  | 13  | 13  | 13  |
| TRAU               | 1  | 4  | 4  | 4  | 4  | 7  | 10 | 13 | 13 | 16  | 19  | 19  | 19  | 22  | 23  | 23  | 26  | 29  | 29  | 32  | 35  | 35  |